# Kulturpreis des Generalgouvernements
Der Kulturpreis des Generalgouvernements wurde vom Generalgouverneur Hans Frank 1943 zur Förderung von Werken der Musik, des Schrifttums, der Bildenden und der Darstellenden Kunst im Generalgouvernement als Kulturpreis der NSDAP gestiftet. Der Preis war mit jährlich 50.000 Złoty dotiert. Die Verleihung erfolgte im Rahmen des Tages der NSDAP im Generalgouvernement. Erster Preisträger war der Maler Gustav Gulde für das von ihm geschaffene Bildwerk Der Altar des Ostens. Das Retabel war auf der Ausstellung Deutsche Künstler sehen das Generalgouvernement 1942 ausgestellt gewesen.